# پیتر باکونی
پیتر باکونی (مجاری: Péter Bakonyi؛ زادهٔ ۱۷ فوریهٔ ۱۹۳۸) شمشیرباز اهل مجارستان بود.
وی در مسابقات کشوری و بین‌المللی در مجموع برندهٔ ۲ مدال برنز شده‌است.